# Normandie-Němen

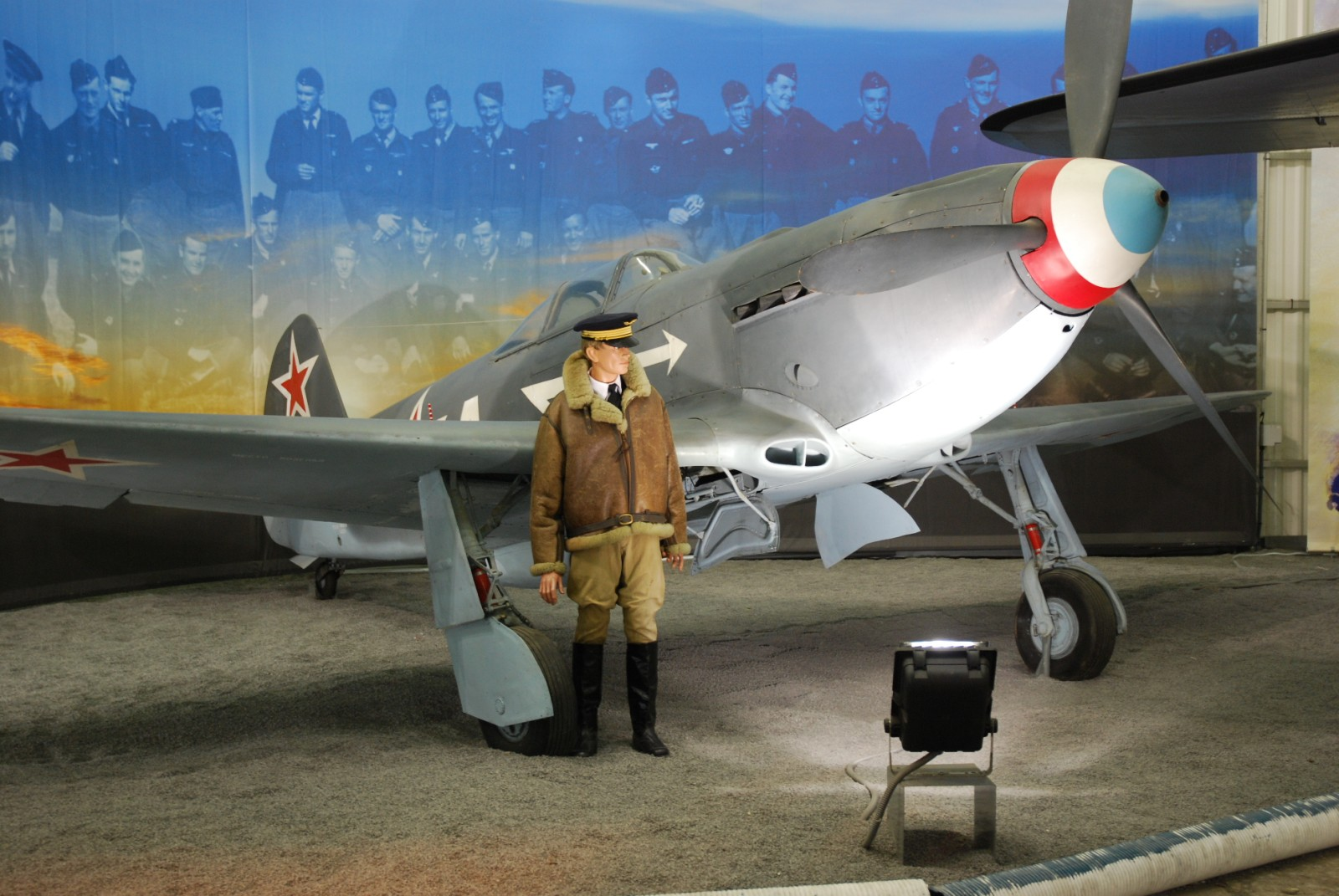
Jakovlev Jak-3 ve francouzském leteckém muzeu Le Bourget.

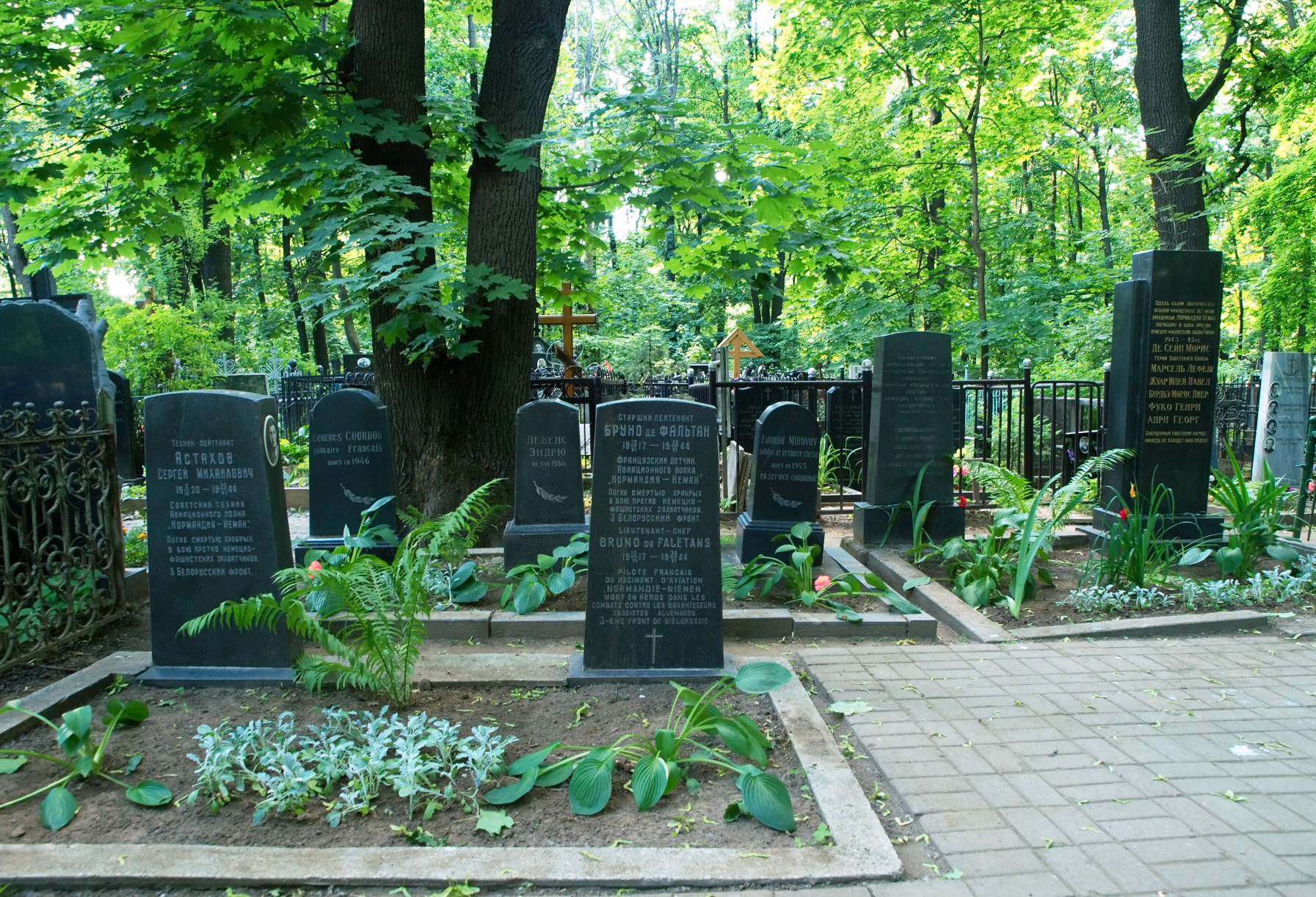
Pohřebiště francouzských letců - Vvěděnský hřbitov

Normandie-Němen (francouzsky Normandie-Niémen, rusky Нормандия-Неман) je stíhací jednotka Francouzského letectva která původně vznikla v době druhé světové války jako stíhací skupina letectva Svobodné Francie bojující na východní frontě proti nacistickému Německu. Její nynější plné označení zní Régiment de chasse 2/30 Normandie-Niémen (Stíhací pluk 2/30 Normandie-Němen).

## Vznik jednotky
V roce 1942 rozhodlo vedení Svobodné Francie na návrh velitele jejího letectva generála Valina o vyslání letecké bojové jednotky na východní frontu aby se účastnila bojů po boku vojenských sil Sovětského svazu. 1. září 1942 došlo rozkazem generála de Gaulla k oficiálnímu ustavení Groupe de chasse n°3 „Normandie“ (Stíhací skupina č. 3 „Normandie“) na základně Rayak v dnešním Libanonu. Její piloti přišli z již existujících leteckých jednotek Svobodné Francie, stíhacích skupin n°1 „Alsace“ a n°2 „Île-de-France“, existujících v rámci Royal Air Force.
Po přesunu jednotky do Sovětského svazu v listopadu 1942 letci procházeli nejprve seznamovacím výcvikem se sovětskou technikou na strojích Jakovlev UT-2 a Polikarpov Po-2. Výcvik pilotů pokračoval do počátku roku 1943 na školních stíhacích strojích Jakovlev Jak-7V, od 19. ledna probíhal bojový výcvik na stíhacích letounech Jakovlev Jak-1 na letišti Ivanovo, které pak byly francouzským letcům ponechány pro boj na frontě. Jednotce velel původně major Pouliquen a od 22. února 1943 byl jmenován velitelem major Jean Tulasne. V březnu roku 1943 došlo k zařazení jednotky do bojové služby, v dubnu byla 3. stíhací skupina podřízena sovětské 303. stíhací letecké divizi pod velením gen. Georgije N. Zacharova.

## Činnost letců
Prvního vítězství dosáhli Francouzi 5. dubna 1943, když podporučík Durand a kapitán Preziosi sestřelili při doprovodu Pe-2 dva stíhací letouny Focke-Wulf Fw 190. 13. dubna G.C. 3 utrpěla první ztráty, kdy byli sestřeleni piloti Bizien, Derville a Poznanski nad Děmjanskem. Pro počáteční nízké početní stavy byla skupina zprvu označována jako letka jak francouzskými (escadrille) tak sovětskými (эскадрилья) prameny, ale již v červenci 1943 byl početní stav doplněn a jednotka rozšířena na dvě letky, a sovětské letectvo ji nyní začalo označovat jako 1. samostatný stíhací letecký pluk Svobodné Francie „Normandie“. 17. července byl velitel skupiny major Tulasne po leteckém souboji prohlášen za nezvěstného a novým velitelem byl jmenován podplukovník Pierre Pouyade. Dne 11. října 1943 byl skupině přiznán generálem de Gaullem titul Compagnon de la Libération. V listopadu 1943, kdy skupina přesídlila do Tuly, zůstalo z původní skupiny pouze šest pilotů. Jednotka měla na svém kontě přiznaných 72 sestřelů. V Tule probíhal intenzívní výcvik dalších letců, kteří byli cvičeni na letounech Jakovlev Jak-9D. Zde byla skupina rozšířena na tři (později dokonce čtyři) letky, což překročilo systemizované složení groupe de chasse francouzského letectva, a i její francouzské označení bylo nyní změněno na Stíhací pluk Normandie (Régiment de chasse Normandie). Do činné služby se vrátila 25. května 1944, a to opět k sovětské 303. stíhací letecké divizi. V srpnu 1944 obdrželi Francouzi nové stíhací stroje Jakovlev Jak-3 a podíleli se na leteckých bojích v Bělorusku při Baltické operaci. Jejich nejúspěšnější den byl 16. říjen 1944, kdy letci Normandie sestřelili nad územím Litvy a Východního Pruska 29 nepřátelských letadel bez jediné vlastní ztráty. Francouzský letecký pluk, který podporoval přechod Rudé armády přes řeku Němen, sestřelil za 10 dnů v říjnu 1944 119 letounů Luftwaffe. Za úspěšnou bojovou činnost získal pluk 28. listopadu 1944 čestný přídomek „němenský“ a jeho název nyní zněl 1. samostatný stíhací pluk Svobodné Francie „Normandie — Němen“. Od sovětského velení obdržel pluk Řád rudého praporu a za účast na dobývání Pillau Řád Alexandra Něvského. V prosinci 1944, po návratu P. Pouayde do Francie, převzal velení pluku major Louis Delfino. Pluk bojoval až do konce války nad územím Východního Pruska a po ukončení války se v červnu 1945 přemístil do Francie, kde na sovětských letounech Jak-3, které dostal jako dar od SSSR (celkem 37 strojů), létal až do roku 1947.

## Rekapitulace válečné činnosti

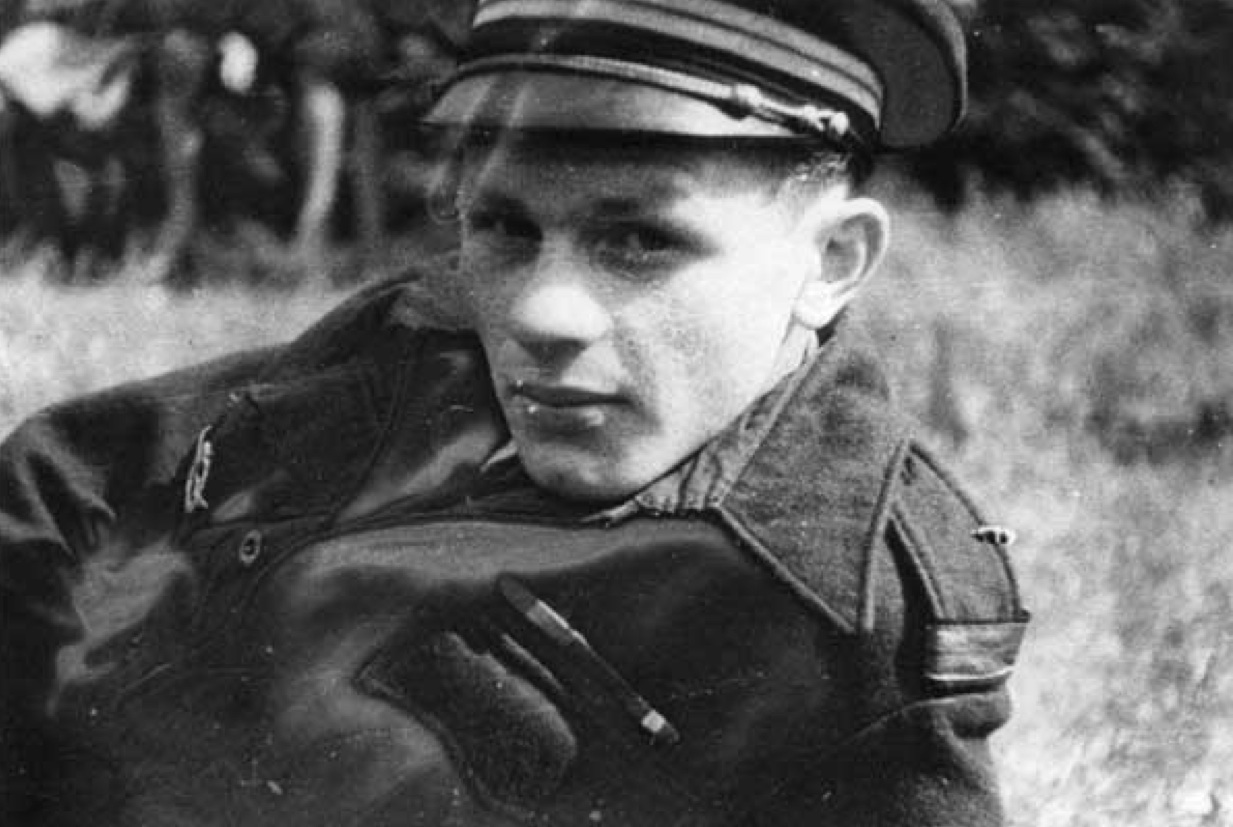
Roland de La Poype (1920-2012)

Řada francouzských letců byla oceněna sovětskými řády a medailemi, piloti Marcel Albert, Roland de La Poype, Jacques André a Marcel Lefèvre byli vyznamenáni titulem Hrdina Sovětského svazu. Francouzští letci provedli za války 5240 bojových vzletů, podstoupili 869 vzdušných soubojů, při nichž jim bylo uznáno 273 sestřelů, 37 pravděpodobných sestřelů a 45 poškozených letadel nepřítele. Dále jednotka potopila dva motorové torpédové čluny, zničila 152 nákladních aut, 24 osobních vozidel, 22 lokomotiv a řadu dalších strojů, budov a zařízení. Čtyřicet dva pilotů jednotky přišlo o život buď v boji nebo zajetí, čtyři byli zajati a po skončení války osvobozeni, a šest bylo raněno v boji.

### Vyznamenání udělená jednotce

#### Francouzská
- Řád čestné legie
- Ordre de la Libération (11. října 1943)
- Croix de guerre (1939-1945) s šesti palmami (první udělení 16. října 1943)
- Médaille militaire (12. ledna 1944)

#### Sovětská
- Řád rudého praporu (19. února 1945)
- Řád Alexandra Něvského (5. června 1945)

## Poválečná historie
Po přeletu pluku do Francie byla jednotka dislokována krátce na letištích Le Bourget a Toussus-le-Noble, než byla v roce 1947 přeložena na letiště Rabat-Salé v Maroku. Během války v Indočíně pluk operoval z letiště v Saigonu. Po návratu do Alžírska (tehdy tvořícího součást území Francie) byl pluk rozdělen na dvě části, z nichž tradice a jméno „Normandie-Němen“ přešly na escadron de chasse 2/6 (stíhací peruť 2/6), která byla součástí 6e escadre de chasse (6. stíhací eskadry), po jejímž zániku v roce 1962 byla přeznačená na stíhací peruť 2/30 jakožto součást 30. stíhací eskadry. V březnu 1962 se peruť vrátila na půdu metropolitní Francie, se základnou nejprve v Orange a později v Remeši. V roce 2008 bylo jednotce vráceno její tradiční označení pluk (régiment).

## Složení

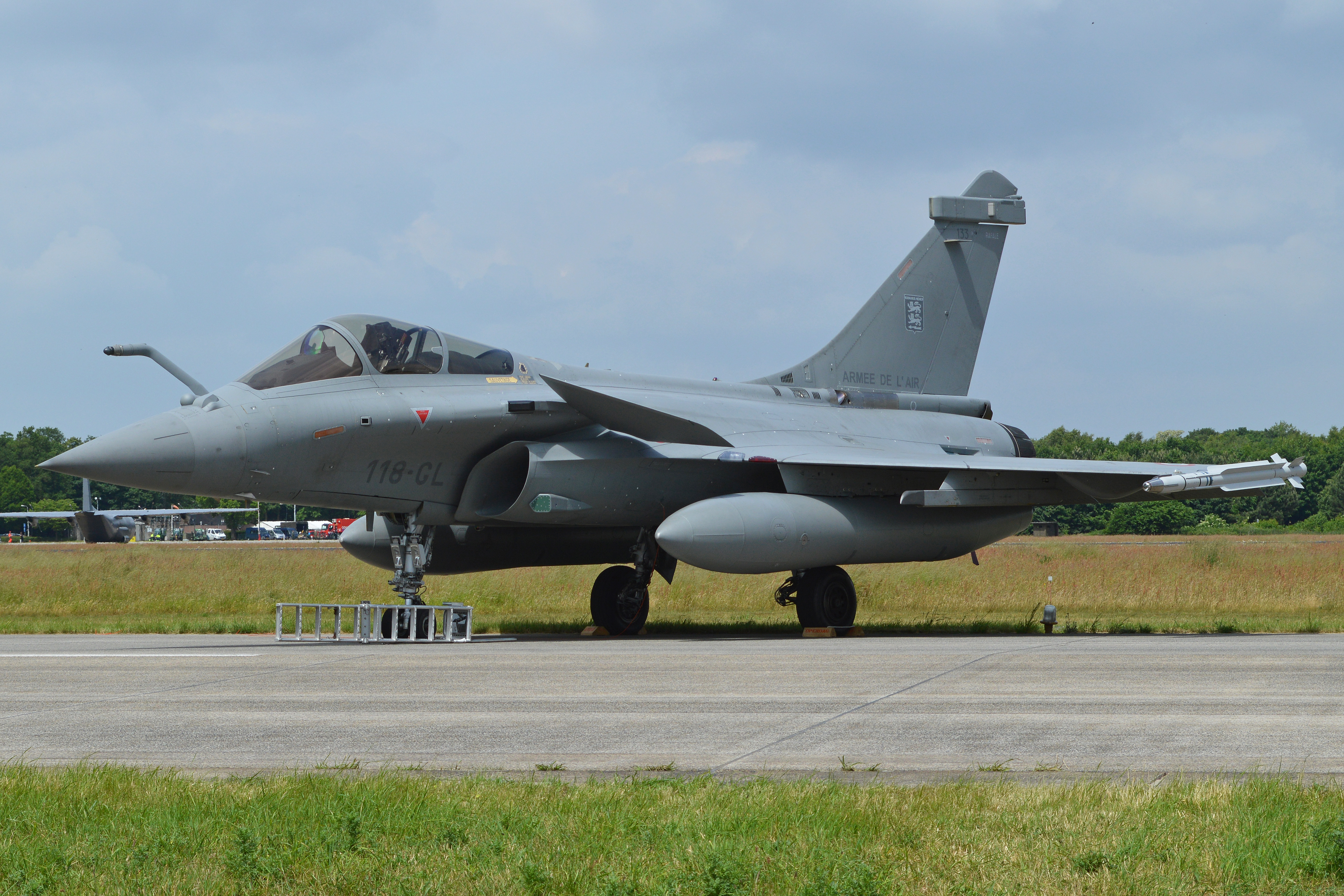
Stíhačka Dassault Rafale ze současného vybavení pluku Normandie-Němen.

Régiment de chasse 2/30 je součástí 30e Escadre de Chasse (30. stíhací eskadry), která byla v roce 1994 deaktivována, ale jejíž existence byla obnovena k 3. září 2015, a jeho současnou posádkou je základna Mont-de-Marsan.
Jednotka svým složením a organizací odpovídá stíhací peruti (escadron) Francouzského letectva, označení pluk (régiment), jinak ve francouzských ozbrojených silách pro letecké jednotky neužívané, nese z důvodů zachovávání historických tradic útvaru.
Zatímco původní válečný pluk se skládal postupně až ze čtyř letek (escadrille), kromě číselného označení nesoucích také jména měst v Normandii - Rouen, Le Havre, Cherbourg a Caen - nyní se jednotka skládá pouze ze tří letek, které současně navazují na tradice útvarů z první světové války SPA 91, SPA 93 a SPA 97.

## Spřízněné jednotky
V současném ruském letectvu na tradice francouzsko-sovětského bojového přátelství navazoval 18. gardový vitebský dvakrát řádem Rudého praporu a Suvorovovým řádem druhého stupně vyznamenaný stíhací pluk "Normandie-Němen" (rusky 18-й гвардейский Витебский дважды Краснознаменный ордена Суворова второй степени истребительный полк ВВС России "Нормандия – Неман"), působící do svého rozpuštění v roce 2009 v rámci ruské 11. letecké armády.

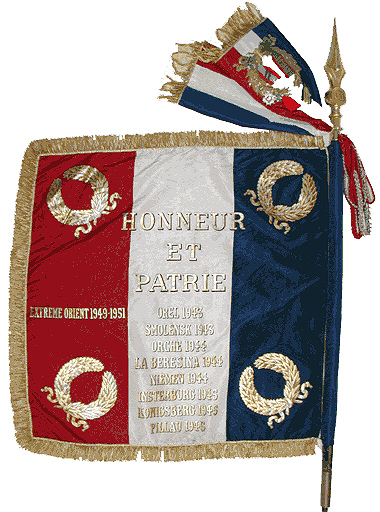
Plukovní zástava.

## Filmotéka
- Normandie - Niemen, sovětsko-francouzský film, režie Jean Dréville a Damir Bereznik, 1960